# Bubacarr Trawally
Bubacarr Trawally, dit Steve, né le 10 novembre 1994 à Serrekunda, est un footballeur international gambien, qui évolue au poste d'avant-centre au Sanat Naft FC.

## Biographie

### Carrière en club
Trawally inscrit huit buts en Chinese Super League lors de la saison 2016 avec le club du Yanbian Funde.

### Carrière en sélection
Le 6 septembre 2015, Trawally fait ses débuts en faveur de l'équipe de Gambie lors d'un match de qualification à la Coupe d'Afrique des nations 2017 contre le Cameroun. Il remplace Pa Dibba à la 64e minute de la rencontre.